# دارسي تاكر
دارسي تاكر هو لاعب هوكي جليد كندي، ولد في 15 مارس 1975 في Castor, Alberta ‏ في كندا.

## وصلات خارجية
- دارسي تاكر على موقع دوري الهوكي الوطني (الإنجليزية)
- دارسي تاكر على موقع EliteProspects.com (الإنجليزية)
- دارسي تاكر على موقع HockeyDB.com (الإنجليزية)
- دارسي تاكر على موقع Hockey-Reference.com (الإنجليزية)